# Hadjina sareptae
Hadjina sareptae là một loài bướm đêm trong họ Noctuidae.